# سرگئی ریجک
سرگئی ریجک (روسی: Сергей Серге́евич Ридзик؛ زادهٔ ۲۵ اکتبر ۱۹۹۲)از برندگان مدال‌های بازی‌های المپیک اهل روسیه است.